# Bristow-Flug 56C
Bristow-Flug 56C war ein Helikopterflug zwischen dem internationalen Flughafen von Aberdeen und der Brae-Alpha-Ölbohrinsel in der Nordsee.
Am 19. Januar 1995 wurde der Eurocopter Super Puma, mit dem dieser Flug durchgeführt wurde, von einem Blitz getroffen. Alle Insassen, die unterwegs zu ihrer Arbeit waren, sowie die beiden Piloten, überlebten den Unfall unverletzt.

## Crew
Der Kommandant des Fluges war der 44-jährige Cedric Roberts, der seit 1974 für das Unternehmen tätig war, und mehr als 9.600 Flugstunden sammeln konnte. Der erste Offizier war der 39-jährige Lionel Sole. Er war seit 1990 bei Bristow und hatte die Erfahrung von 3.100 Flugstunden.

## Unfallhergang

Notwasserung von G-TIGK mit zerstörtem Heckrotor in der Nordsee

Während des Fluges geriet der Helikopter in ein Unwetter und wurde von einem Blitz getroffen, wodurch der Heckrotor stark beschädigt wurde. Die Piloten konnten den Helikopter noch einige Minuten in der Luft halten, bis der Heckrotor ganz versagte und ausfiel. Somit war man gezwungen, eine Notwasserung durchzuführen. Die Notluftpolster (Helicopter Emergency Flotation System) des Helikopters verhinderten das sofortige Sinken und ermöglichten es der gesamten Besatzung, sich rechtzeitig auf eine Rettungsinsel zu begeben. Ein AS 332L „Tiger“ (Flug 56B), der von der Brae-Bravo-Ölbohrinsel aufgestiegen war, entdeckte die Rettungsinsel ca. 25 Minuten nach dem Absetzen des Mayday-Notsignales anhand von Rauchfahnen der von der Crew gezündeten Seenotfackeln. Trotz des schweren Wellengangs und heftigen Sturms konnten alle Insassen 90 Minuten nach dem Notsignal unverletzt auf das Schiff Grampian Freedom gerettet werden.

## Bergung
Die AAIB koordinierte die Untersuchung des Zwischenfalls. Mit Hilfe des Arbeitsschiffes „Stadive“ (Bj. 1982) wurde der Rumpf des Helikopters durch Tauchroboter am 21. Januar 1995 lokalisiert. Der Heckrotor wurde am 24. Januar unweit von der Notwasserungsstelle gefunden. Beide wurden am 23./24. Januar 1995 geborgen.

## Ursachenforschung
Die Unfalluntersuchung förderte erhebliche Risiken durch die Kombination der verbauten Verbundwerkstoffe mit den Titan-Erosionsschutzfolien und den Messing-Blitzableiterstreifen der Rotorblätter, die den Helikopter bei Blitzeinschlägen anfällig für Schäden machte, zu Tage. Die offizielle Zusammenfassung der durch die AAIB durchgeführten Unfalluntersuchung ergab, dass das vorhandene Blitzschutzsystem der Rotorblätter bei G-TIGK in Konzept und Ausführung für die aufgetretenen elektrischen Feldstärken nicht ausreichend war.

### Technischer Hintergrund

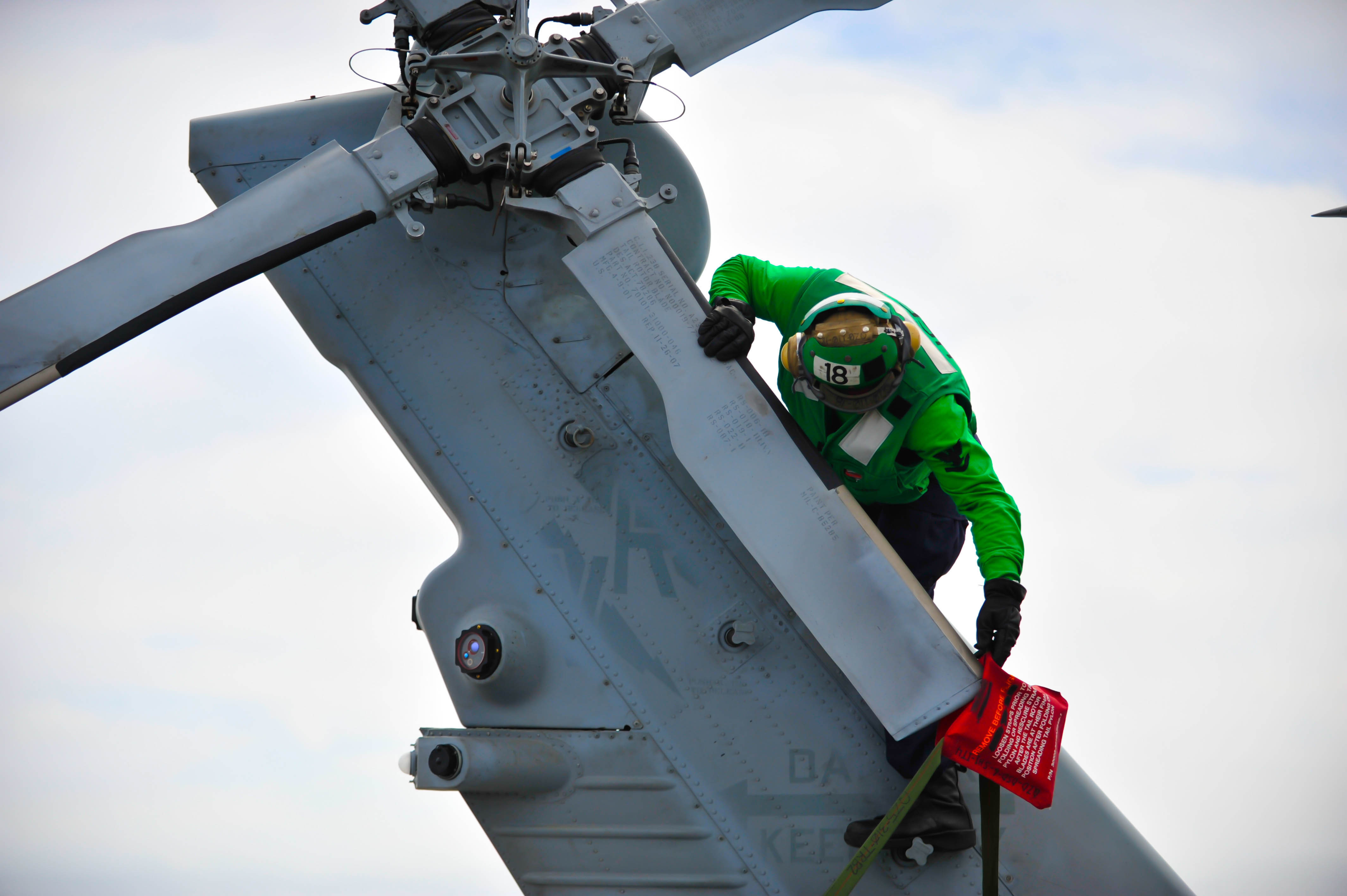
Dünne gebogene Bleche aus Metall (beigefarbener Streifen) schützen die Heckrotorblätter von Helikoptern vor Erosion und dienen als Blitzableiter in Richtung der Rotornarbe

Angesichts der verbesserungswürdigen Widerstandsfähigkeit gegenüber FOD-Schäden wurden die Rotorblätter aller für Nordsee-Einsätze bestimmte AS 332L-Helikopter ab Mai 1987 zur Verbesserung ihrer Schlagzähigkeit  in ihrer Konstruktionsweise geändert. Zum einen wurden auf die ursprüngliche Glasfaser-basierte Bespannung der Rotorblätter zwei zusätzliche Schichten aus Kohlenstofffasergewebe aufgebracht, zum anderen wurden ein zentral verlaufender Holm aus CFK und einer aus GFK eingefügt (Typ A8, 332A.12.0020). Die Vorderkanten der Heckrotorblätter waren bei G-TIGK standardmäßig mit Titan-Erosionsschutzfolien versehen (Schutz gegen kontinuierliche Erosion durch Partikel in der Luft), die durch einen kürzeren Messing-Blitzableiterstreifen mit dem Erdungskabel am Schlaggelenk verbunden sind, um einen Blitzeinschlag sicher vom Rotor zum Heck des Helikopters abzuleiten. Das ursprüngliche Rotordesign besaß eine auf dem TSS 8.6 Standard zurückzuführende Blitzschutzzertifizierung. Das neue Rotordesign (Typ A8) wurde nicht erneut auf dieses Kriterium getestet und 1981 erfolgreich zugelassen.

### Blitzeinschlag
Der Blitzeinschlag in beide Rotoren war der einzige des ganzen Sturms und wurde möglicherweise durch den Helikopterflug selbst ausgelöst.

### Analyse des Rotorschadens
Bei den ersten Untersuchungen der Heckrotorblätter waren große Schäden sichtbar. In der Folge des Blitzeinschlages, kam es zu einer schlagartigen Überhitzung der Rotorblätter, die zur Delamination der Verbundwerkstoffe und Absprengung der Erosionsschutzfolien sowie der Blitzableiterstreifen führte. Da große Abschnitte der stark betroffenen Heckrotorblätter in der Nordsee verloren gegangen waren, wurden zur Rekonstruktion des Blitzeinschlages Hochspannungstests bei der britischen Firma Lightning Test and Technology (LTT) (AEA-Technolology, Oxfordshire) mit baugleichen Rotorblättern durchgeführt. Diese Tests zeigten, dass es bereits bei für Blitzschläge typischen elektrischen Strömen (< 12,7 kA, Blitzschutz-Leitlinie AC20-53A), zur Ablösung der Erosionsschutzfolien und Delamination der Verbundwerkstoffe kommt, während Simulationen stärkerer Blitzschläge (180–200 kA) zu erheblichen Schäden und vereinzelter Zerstörung der CFK-Bespannung führten. Die Analysen führten zusammen mit Konsultation durch den Hersteller Eurocopter zur Schlussfolgerung, dass zwischen der Erosionsschutzfolie und dem Blitzableiterstreifen ein zu hoher elektrischer Widerstand vorlag, der durch einen Fertigungsfehler beim Verkleben der beiden Metallfolien mit den Rotorblättern verursacht werden konnte. Es ist wahrscheinlich, dass die sichere Blitzableitung beim Flug innerhalb des Unwetters versagte und der Stromfluss teilweise durch die Bespannung aus Kohlenstofffaser verlief, die eine erheblich höhere elektrische Leitfähigkeit als die ursprünglich verwendete Glasfaser (Isolator) besitzt. Die thermischen Schäden, die auch mit Materialverlust einhergingen, führten zu Unwucht bzw. starker Vibration des Heckrotors. Durch zusätzliche mechanische Überlastung der Heckrotorblätter (wahrscheinlich durch ein Betätigen des Gierachsen-Pedals, was deren Anstellwinkel ändert), versagten zwei Befestigungsflansche des Heckrotor-Getriebegehäuses, wobei diese aus dem Gehäuse herausbrachen. Zusätzlich löste sich einer der Befestigungs-Schaftschrauben durch Rotation und brach schließlich durch Biegungsstress und Schwingbruch am Teilgewinde ab. Heckrotor und Getriebegehäuse separierten sich von ihrer Einbauposition am Heckausleger, blieben jedoch, zum Vorteil der Besatzung, durch 2 Hydraulikleitungen des Pitch-Servos während der Notwasserung (hängend) mit dem Hubschrauber verbunden.

## Folgen des Unfalls
Eurocopter ersetzte die Heckrotorblätter durch eine neue Version (Typ A9, 332A.12.0050), welche die Leitlinie AC20-53A erfüllte. Bei dieser wurde auf den zusätzlichen kurzen Abschnitt des Messing-Blitzableiterstreifens verzichtet und stattdessen die Titan-Erosionsschutzfolie von der Rotorblattspitze über die Blattkante bis hin zum Befestigungspunkt des Erdungskabels unterbrechungsfrei verbaut. Direkt unter der Erosionsschutzfolie an der Vorderkante der Blätter wurde ausschließlich Glasfasergewebe anstatt Kohlenstofffasergewebe eingesetzt. Der kritische Materialwechsel im Rotordesign ohne Rezertifizierung wurde später als gefährliches „Querlesen“ (englisch read-across) beurteilt.

## Medien
Die Folge „Helicopter Down“ der Serie Mayday – Alarm im Cockpit behandelt den Unfall.